# Morne de Saint-François
Pour les articles homonymes, voir Saint-François.
Le morne de Saint-François est un sommet de montagne de l'île de La Réunion, département d'outre-mer français dans le sud-ouest de l'océan Indien. Partie du massif du Piton des Neiges, il culmine à 949 mètres d'altitude sur le territoire de la commune de Saint-Denis, le chef-lieu. Il relève également du parc national de La Réunion.